# Marathon van Amsterdam 1997
De marathon van Amsterdam 1997 vond plaats op zondag 2 november 1997. Het was de 22e editie van deze marathon.
Lange tijd lag de Keniaan Sammy Korir op het schema van een wereldrecord, maar vanaf het 25 kilometerpunt moest hij te veel tijd prijsgeven en hij finishte ten slotte in 2:08.24. Hiermee miste hij ook de 1 miljoen bonus, die gezet was op het verbeteren van de beste wereldjaarprestatie (2:07.10 van de Marokkaan Khalid Khannouchi). Hij moest zich nu tevreden stellen met een bedrag van 170.000 gulden aan start- en prijzengeld. Wel verbeterde Korir het parcoursrecord, dat met 2:09.01 in handen was van Gerard Nijboer. De Nederlander Bert van Vlaanderen moest wegens een heupblessure de strijd voor de finish staken. De veteraan Aart Stigter ging als beste Nederlander als twaalfde loper over de finish.
Bij de vrouwen ging de zege naar de Ethiopische Elfenesh Alemu in 2:37.37.

## Uitslagen

### Mannen
| rang   | naam               | land | tijd    |
| ------ | ------------------ | ---- | ------- |
| Goud   | Sammy Korir        | KEN  | 2:08.24 |
| Zilver | Kamal Ziani        | MAR  | 2:10.18 |
| Brons  | Andrés Espinosa    | MEX  | 2:10.22 |
| 4      | Paul Yego          | KEN  | 2:10.59 |
| 5      | Charles Tangus     | KEN  | 2:11.37 |
| 6      | Antonio Serrano    | ESP  | 2:12.01 |
| 7      | Hideki Kodama      | JPN  | 2:13.55 |
| 8      | Jose-Carlos Adan   | ESP  | 2:15.06 |
| 9      | Gennadiy Panin     | RUS  | 2:17.18 |
| 10     | El-Madi Moumou     | MAR  | 2:17.41 |
| 11     | Tesfaye Tafa       | ETH  | 2:20.06 |
| 12     | Aart Stigter       | NED  | 2:21.06 |
| 13     | Thomas Osano       | KEN  | 2:23.31 |
| 14     | Leikun Gebremadhin | ETH  | 2:23.34 |

### Vrouwen
| rang   | naam                         | land | tijd    |
| ------ | ---------------------------- | ---- | ------- |
| Goud   | Elfenesh Alemu               | ETH  | 2:37.37 |
| Zilver | Josette Colomb (Janin)       | FRA  | 2:38.57 |
| Brons  | Maria-Luisa Muñoz (Gonzalez) | ESP  | 2:40.01 |
| 4      | Joanna Chmiel (Gront)        | POL  | 2:43.48 |
| 5      | Agnes Hijman                 | NED  | 2:46.54 |

1975 ·
1976 ·
1977 ·
1978 ·
1979 ·
1980 ·
1981 ·
1982 ·
1983 ·
1984 ·
1985 ·
1986 ·
1987 ·
1988 ·
1989 ·
1990 ·
1991 ·
1992 ·
1993 ·
1994 ·
1995 ·
1996 ·
1997 ·
1998 ·
1999 ·
2000 ·
2001 ·
2002 ·
2003 ·
2004 ·
2005 ·
2006 ·
2007 ·
2008 ·
2009 ·
2010 ·
2011 ·
2012 ·
2013 ·
2014 ·
2015 ·
2016 ·
2017 ·
2018 ·
2019 ·
2020 ·
2021 ·
2022 ·
2023 ·
2024 ·
2025